# Puente Replot
El Puente Replot (en sueco, Replotbron, en finés Raippaluodon silta) es un puente atirantado de Finlandia que conecta la isla de Replot (Raippaluoto), en Kvarken (Merenkurkku) con el continente, a la altura de Korsholm (Mustasaari). Con 1.045 m de largo, es el puente más largo de Finlandia, y las tos torres que lo sostienen miden ambas 82,5 m.
El puente fue inaugurado el 27 de agosto de 1997 por el presidente de Finlandia Martti Ahtisaari.